# Zamimus pendleburyi
Zamimus pendleburyi är en tvåvingeart som beskrevs av Malloch 1932. Zamimus pendleburyi ingår i släktet Zamimus och familjen parasitflugor. Inga underarter finns listade i Catalogue of Life.